# Devedeseta
Devedeseta je sedmi studijski album Prljavog kazališta, koji je objavljen 1990. u izdavačkoj kući Suzy. 
Album, kao i prethodni, obiluje hitovima: "Pisma ljubavna", "Oprostio mi Bog", "Iz nekih starih razloga", "Zbogom dame, zbogom prijatelji". Na snimanju albuma je, kao jedan od pratećih vokala, surađivao i Davorin Bogović, bivši pjevač grupe.

## Popis pjesama
1. Pisma ljubavna (2:50)
2. Devedeseta (6:04)
3. Oprostio mi Bog, (mogla bi i ti) (4:45)
4. Nemoj mislit' da se izvlačim (samo zato što se sporo svlačim) (5:02)
5. Na Badnje veče (5:11)
6. Evo putujem (2:50)
7. Strah od letenja (4:01)
8. Iz nekih starih razloga (4:16)
9. Nebo zvjezdano (3:50)
10. Zbogom dame, zbogom prijatelji (5:00)
11. Bonus (Mi smo svijeta dva) (3:28)

## Izvođači
- ritam gitara - Jasenko Houra
- vokal - Mladen Bodalec
- solo gitara - Damir Lipošek
- bas gitara - Ninoslav Hrastek
- bubnjevi - Tihomir Fileš
- klavijature - Mladen Boško

## Gosti
- prateći vokali - Vesna Došen
- saksofon - Arsen Ereš
- vokal na 4. - Davorin Bogović

## Produkcija
- producent - Mato Došen i Prljavo kazalište
- snimatelj - Hrvoje Grčević
- design - Petar Šalić
- fotografije - Željko Koprolčec
- muzika i tekstovi - Jasenko Houra
- aranžmani - Prljavo kazalište i Mato Došen